# Ігностицизм
Ігностицизм або ігтеїзм — погляд на теологію, за яким будь-яка точка зору на теологію, включно з агностицизмом, робить надто багато необґрунтованих припущень щодо концепції Бога/богів та деяких інших теологічних концепцій. Термін «ігностицизм» запровадив засновник гуманістичного юдаїзму Шервін Вайн.
Деякі філософи ставляться до ігностицизму як до різновиду атеїзму або агностицизму, в той час, як інші вважають його самостійним принципом. Ігностик дотримується думки, що не може навіть сказати, атеїст він чи теїст доти, доки не отримає адекватне визначення теїзму.
Ігностицизм та теологічний нонкогнітивізм вважались іноді синонімами, співвідношення між ігностицизмом та іншими нетеїстичними поглядами менш однозначне. Американський скептик Пол Куртц вважає його сумісним з негативним атеїзмом і агностицизмом.
|                                 | Я ввів термін ігтеїзм, оскільки той тип теїстичної істоти, про який говорять теологи та філософи, є незвідно нерозбірливим. Тут іг походить від слова «необізнаний» (англ. ignorant), адже ми цілком неспроможні знати, що означає «теїзм», коли ми використовуємо термін «Бог» для позначення трансцендентної істоти або «основи» буття. Аргумент теологів (таких як Тілліх) про те, що мову про Бога слід розглядати символічно або метафорично, на мою думку, є великим шахрайством. Використовується заплутана мова, щоби вкласти щось двозначне, яке, якби було чітко визначеним, виявилося би хибним. Оригінальний текст (англ.) I have introduced the term 'igtheism' because the kind of theistic being discussed by theologians and philosophers is irreducibly unintelligible. Here 'ig' is derived from “ignorant,” for we are totally incapable of knowing what is meant by “theism” when we use the term “God” to denote a transcendent being or the “ground” of being. The argument by theologians (such as Tillich) that God-language must be viewed symbolically or metaphorically is, in my view, a great dodge. Murky language is invoked to read in something ambiguous, which if clearly specified would appear to be false. |
| — Пол Куртц, «Новий скептицизм» | |

Ігностицизм — точка зору, згідно з якою питання про існування Бога є безглуздим, оскільки воно не має наслідків, які можна перевірити (або перевірити), і тому його слід ігнорувати. Ігностицизм часто розглядається як синонім теологічного некогнітивізму .
Під пунктом «Бог» у Путівнику з гуманістичного юдаїзму, опублікованому Товариством гуманістичного юдаїзму, можна знайти визначення, що ігностицизм — це «погляд, згідно з яким питання про існування Бога є безглуздим, оскільки немає перевіреного впливу такого заява." Таке використання терміна, що піддається перевірці, збігається з його значенням у логічному позитивізмі та свідчить про те, що концепція «Бога» є когнітивно безглуздою через неточності в самому теїзмі . Однак це не обов’язково означає, що сама ідея Бога емоційно чи естетично безглузда. Досить сказати, що поняття Бога як істоти безглузде.
З багатьох причин цей погляд можна класифікувати як форму агностицизму (іноді його називають «апатичним агностицизмом») і відноситься до категорії нетеїстичних вірувань. Але це окремий випадок агностицизму. З цієї точки зору агностичне «я не знаю» перестає означати «я не знаю, існує Бог чи ні» і стає «я не знаю, що я маю на увазі під Богом». Ця форма інтелектуального звернення до проблеми Бога лежить в основі терміна ігностицизм : це форма ігнорування питань про сутність Бога. Поки значення концепції Бога не буде продемонстровано, ігностик може законно ігнорувати будь-які гадані аргументи за або проти цього питання.
Коли ігностик чує слово «Бог», він повинен вирішити, чи він має на увазі Бога в дитячому розумінні цього слова, чи це теологічне використання цього терміна.
Дитяче значення має, по суті, когерентний характер і базується на антропоморфному образі Бога: ось велика всемогутня особа, яка живе на небі, яка править погодою та іншими подібними явищами. Ця антропоморфна концепція божества була відкинута як Спінозою , так і Фейєрбахом у його «Сутності християнства» (1841).
Теологічна концепція є більш абстрактною та всебічною, часто включає такі категорії, як перша причина , принцип і нерухомий рушій; приписує Богу такі якості, як всемогутність, всезнання та всемилосердя. Для ігностика ці поняття, взяті разом чи окремо, не можна назвати хибними: вони досить розпливчасті, суперечливі, пусті за змістом і навіть поетичні. Як наслідок, неможливо змістовно обговорювати питання про існування чи неіснування Бога.
Отже, послідовний ігностик в очікуванні зв’язної концепції Бога (чи якоїсь іншої метафізичної концепції) утримується від дискусії, не наводячи жодних аргументів за чи проти.
Одним із варіантів ігностицизму є семіотичний атеїзм .
В книзі «Мова, істина та логіка» Альфред Еєр стверджує, що ніхто не може говорити про існування Бога чи навіть про саму можливість його існування, оскільки це поняття не піддається верифікації й тому безглузде. Еєр ставить його поза атеїзмом, агностицизмом та теїзмом, тому що всі ці позиції припускають наявність сенсу у висловлюванні «Бог існує». Враховуючи безглуздість теїстичних домагань, Еєр висловлює думку, що «немає логічної підстави для антагонізму між релігією та досвідним знанням», оскільки теїзм не тягне за собою жодних суджень, які міг би спростувати науковий метод.
Слідом за Еєром, Теодор Дранж теж вважає, що атеїзм та агностицизм ставляться до судження «Бог існує» як до осмисленого: атеїсти оцінюють його як «хибне або ймовірно хибне», а агностики залишають питання відкритим, доки не буде представлено вирішальний доказ. Якщо прийняти визначення Дранжа, ігностики не є ні атеїстами, ні агностиками, а різниця між ними спрощено може бути виражена як:
Атеїст: «Я не вірю, що Бог існує»: Агностик: «Я не знаю, існує Бог чи ні»: Ігностик: «Я не розумію, що ви маєте на увазі, коли говорите „Бог існує/не існує“».
Попри самовизначення себе як атеїста, американський публіцист Сем Гарріс висловлює незадоволення цим означенням і часто використовує ігностичні аргументи, критикуючи неоднозначність та непослідовність визначень Бога.
Ігностицизм не слід плутати з апатеїзмом, позицією байдужості стосовно питання про існування Бога. Апатеїсту заява «Бог існує» може здаватися як безглуздою, так і осмисленою, можливо навіть істинною.

## Історичні антецеденти
Французький філософ XVIII століття Дені Дідро , коли його звинуватили в атеїзмі , відповів, що його не цікавить, існує Бог чи ні. Відповідаючи Вольтеру , він писав, що «дуже важливо не плутати болиголов з петрушкою, але питання, вірити цьому чи ні, насправді має мало значення».
Пізніше Карл Маркс відкинув Бога як неважливий. Для нього міркування про те, що відбувається поза об’єктивним історичним процесом, тобто про можливе існування чи неіснування Бога, були простою тратою часу.
Кожен із цих мислителів відіграв важливу роль в історичному розвитку скептицизму щодо існування Бога (див. Карен Армстронг , Історія Бога ); однак немає доказів того, що вони спеціально скеровували рабина Вайна до його розуміння ігностицизму.
Ґрунтуючись на традиції, викладеній вище , Джордж Джейкоб Холіоук , англійський послідовник «овенізму» (термін, що походить від Роберта Оуена ), який ввів термін секуляризм , стверджував, що секуляристи не повинні займатися релігійними питаннями, а також дистанціюватися від войовничих вільнодумців .